# Saxer
Saxer ist der Familienname folgender Personen:
- Andrea Rauber Saxer (* 1968), Schweizerische Diplomatin
- Babette Saxer (1839–1865), kleinwüchsige Schweizer Frau
- Franz Saxer (1864–1903), deutscher Pathologe
- Friedrich Saxer (1889–1981), Schweizer Lehrer, Geologe und Autor
- Georg Wilhelm Saxer († 1740), Komponist und Organist der norddeutschen Orgelschule
- Gustav Adolf Saxer (1831–1909), Schweizer Politiker (liberal/radikal)
- Justus Alexander Saxer (1801–1875), deutscher lutherischer Theologe und Generalsuperintendent von Bremen-Verden
- Ludwig Saxer (1869–1957), deutscher Konteradmiral
- Marion Saxer (1960–2020), deutsche Musikwissenschaftlerin
- Mary Saxer (* 1987), US-amerikanische Leichtathletin
- Matthias Saxer (1948–2009), Schweizer Journalist
- Otto Saxer (* 1924), Schweizer Versicherungsmanager
- Philipp Saxer (1800–1868), Schweizer Pfarrer und Chorherr
- Ulrich Saxer (1931–2012), Schweizer Medien- und Kommunikationswissenschaftler
- Urs Saxer (* 1957), Schweizer Jurist und Hochschullehrer
- Victor Saxer (1918–2004), französischer Kirchenhistoriker
- Walter Saxer (1896–1974), Schweizer Mathematiker
- Walter Saxer (Filmproduzent) (* 1947), Schweizer Filmproduzent